# Oosterkerk (Sneek)
De Oosterkerk is een Wederopbouw-kerk in de Bomenbuurt van de stad Sneek.
Het gebouw wordt gebruikt door de PKN-gemeente Sneek.
De kerk is gelegen aan de Leeuwarderkade en is in 1954 gebouwd naar ontwerp van B.W. Plooij. In 2010 heeft de kerk een renovatie ondergaan. Onder meer de niet-monumentale preekstoel en de ouderlingenbanken verdwijnen en maken plaats voor een moderner meublement. Ook het portaal is uitgebreid.
Het orgel is in 1964 gebouwd door de firma K.B. Blank & Zoon (Utrecht). In 1998 werd deze uitgebreid door Gebr. Reil (Heerde).